# Бесак (Корез)
Бесак (фр. Beyssac) је насељено место у Француској у региону Лимузен, у департману Корез.
По подацима из 2011. године у општини је живело 692 становника, а густина насељености је износила 32,43 становника/km².

## Демографија
| 1962. | 1968. | 1975. | 1982. | 1990. | 2011. |
| ----- | ----- | ----- | ----- | ----- | ----- |
| 820   | 843   | 766   | 827   | 811   | 692   |